# Otto Dresel (Jurist)

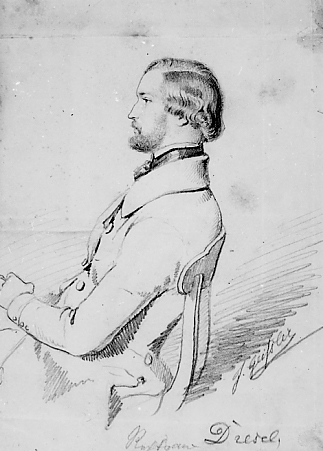
Otto Dresel auf einer Zeichnung von Julius Geißler (1845)

Otto Dresel (* 21. September 1824 in Detmold, Fürstentum Lippe; † 5. Januar 1881 in Columbus, Ohio) war ein deutschamerikanischer Anwalt, Journalist und Politiker. Er war einer der Akteure der 1848er-Revolution im Fürstentum Lippe. Er wanderte in die USA aus, wurde dort Rechtsanwalt und später für die Demokratische Partei Abgeordneter im Repräsentantenhaus von Ohio.

## Leben
Dresel, Sohn des Detmolder Seminarlehrers Adolf Dresel, besuchte von 1833 bis 1842 das Leopoldinum in Detmold und schloss daran ein Jura-Studium in Jena an. Während seines Studiums wurde er 1842 Mitglied der Burschenschaft auf dem Burgkeller und war 1845 wohl Mitgründer der Burschenschaft Teutonia Jena.
Er war nach seinem Studium zunächst als Advokat in Detmold tätig. Im Juli 1848 wurde er einer der Redakteure der revolutionären lippischen Zeitschrift Die Wage. Im Mai 1849 nahm Dresel am Märzvereinkongress in Frankfurt teil. Wie er in der Wage schreibt, hatten dabei Märzvereins-Deputierte, darunter er, denen der Präsident der Nationalversammlung besondere Plätze hatte einräumen lassen, am Morgen des 7. Mai die Gelegenheit, auch einer Sitzung der Nationalversammlung in der Paulskirche beizuwohnen.
Am 28. April 1849 erschien in der ‚Wage‘ ein gegen den Fürsten gerichteter Artikel. Dresel, der den Artikel als Redakteur zu verantworten hatte und sich weigerte, den Namen des Autors zu nennen, wurde wegen „Teilnahme an dem Verbrechen der öffentlichen Beleidigung des Landesfürsten“ angeklagt und im November desselben Jahres zu einer zweijährigen Haftstrafe verurteilt. Um der Strafe zu entgehen, wanderte Dresel in die USA aus.
Ab dem Frühjahr 1850 studierte er in Ohio amerikanisches Recht, legte 1852 ein Examen vor dem Supreme Court des Staats Ohio ab und betätigte sich ab 1853 als Rechtsanwalt. 1861 war er Schuldirektor. Seine Tätigkeit als Anwalt setzte er jedoch fort. Als Mitglied der Demokratischen Partei wurde er für das Franklin County Abgeordneter im Repräsentantenhaus des Bundesstaates Ohio und setzte sich für die Abschaffung der Sklaverei ein.
Otto Dresel beging am 5. Januar 1881 in Columbus Suizid.